# Arkitektur Stockholm – Strategier för stadens gestaltning
Arkitektur Stockholm – Strategier för stadens gestaltning är namnet på Stockholms första arkitekturstrategi, som godkändes den 14 november 2013 av stadsbyggnadsnämnden i Stockholm.

## Syfte
Arkitektur Stockholm beskriver hur staden och dess invånare kan höja nivån på den arkitektur som kommer att utveckla Stockholm framöver. Den beskriver mål och strategier för hur Vision Stockholm 2030 och översiktsplanen skall förverkligas. Formellt är Arkitektur Stockholm ett tematiskt tillägg till Promenadstaden, den tidigare översiktsplanen för Stockholms kommun.

## Liknande strategier
Även andra städer och länder har liknande arkitekturstrategier, exempel:
- Göteborg: Stadsbyggnadskvaliteter Göteborg – om stadens utformning.[3]
- Malmö: Karaktär Malmö – Handlingsprogram för arkitektur och stadsbyggnad.[4]
- Köpenhamn: Arkitekturstad Köpenhamn.
- Oslo: Oslos bærekraft og vekst - Overordnet arkitekturpolitikk for byen og hovedstaden.[5]
- Nederländerna: Architectural policy 2001 – 2004 – shaping the Netherlands.
- Skottland: Building our legacy - statement on Scotland’s architecture policy 2007.[6]